# Katharina Lang
Katharina Maria Franziska Lang (November 1774 in Mannheim – 4. Mai 1803 in München) war eine deutsche Opernsängerin (Sopran), Pianistin, Komponistin und Theaterschauspielerin.

## Leben
Sie war Tochter des Hofmusikus Franz Joseph Lang (1751–1835) und von Franziska Lang (geborene Stamitz, 1746–1800) und wurde von ihrer Mutter ausgebildet. Im Jahr 1778 kam sie mit ihrem Vater nach München, wo sie bei Andreas Streicher, der ihr später die Sinfonie aus der Oper Castor und Pollux widmete, eine Ausbildung im Klavierspiel sowie Gesangunterricht bei der Sängerin und Pädagogin Dorothea Wendling erhielt. 1789 zog sie nach Italien um, wo sie bei Bacherotti in Padua ihre Gesangsausbildung fortsetzte. Sie trat erstmals in Mantua öffentlich auf einer Bühne auf. Gemeinsam mit Girolamo Crescentini sang sie in dem Stück La clemenza di Tito am Teatro La Fenice in Venedig oder trat mit Luigi Lodovico Marchesi in Alessandro nell’Indie in Bergamo und in Pierre-Alexandre Monsignys Le Déserteur in Vicenza auf.
In Folge eines Stimmverlustes kehrte sie, da sie ihre Gesangskarriere beenden musste, 1795 nach München zurück. Dort wandte sie sich der Schauspielkunst zu und nahm Engagements am Hoftheater in München an. Dort war sie unter anderem in den Stücken Minna von Barnhelm und Emilia Galotti bis zu ihrem Tode 1803 künstlerisch tätig.
Seit 1796 war sie mit dem Münchner Hofschauspieler Franz Anton Zuccarini (1755–1823) verheiratet und trat als Mme Zuccarini-Lang auf der Sprechbühne auf. Lang betätigte sich zudem als Pianistin und Komponistin und verstarb im jungen Alter von 29 Jahren. Ihr Sohn war der Botaniker Joseph Gerhard Zuccarini (1797–1848).